# Aleksander August Zamoyski
Aleksander August Zamoyski herbu Jelita (ur. 1770 w Warszawie, zm. 6 grudnia 1800) – od 1792 roku XI ordynat Ordynacji Zamojskiej.

## Życiorys

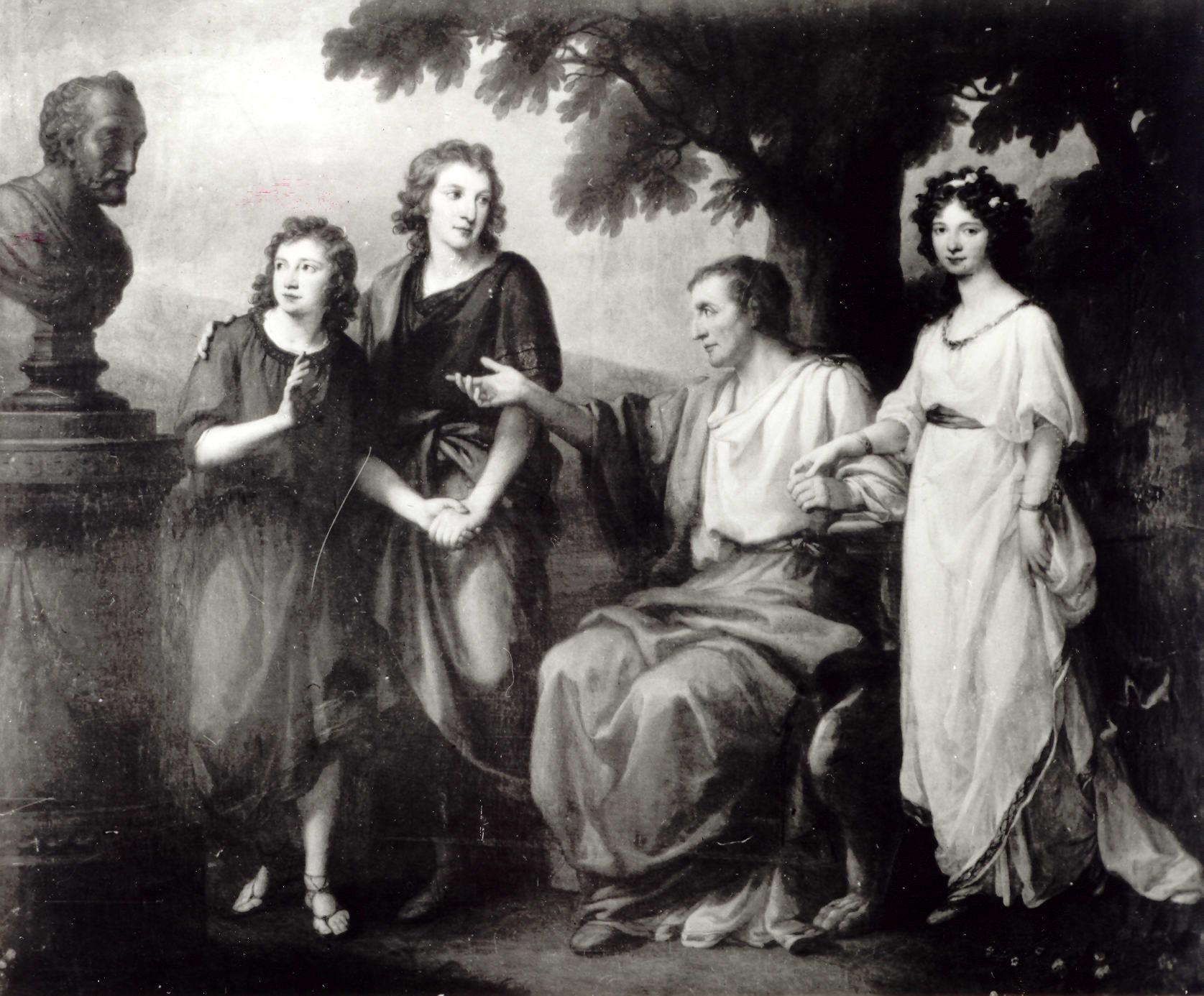
Angelika Kauffmann, Kanclerz Andrzej Zamoyski z dziećmi przed popiersiem Jana Zamoyskiego (1793)

Syn kanclerza Andrzeja Zamoyskiego i Konstancji z Czartorsykich. Od 1781 roku wraz z bratem Stanisławem Kostką byli wychowankami Stanisława Sztaszcia. W roku 1790 rodzina Zamoyskich udała się w kilkunastomiesięczną podróż do Włoch. Pamiątką z tej podróży był portret przedstawiający Andrzeja Zamoyskiego z dziećmi wykonany w Rzymie przez malarkę Angelikę Kauffmann na zamówienie Konstancji Zamoyskiej.
Po śmierci ojca w lutym 1792 jako najstarszy syn odziedziczył Ordynację Zamojską. Jako że nie miał skończonych 30 lat wymaganych statutem ordynacji, jego matka musiała uzyskać zgodę króla Stanisława Augusta Poniatowskiego i cesarza Leopolda II (znaczna część ziemi Ordynacji Zamojskiej w wyniku I rozbioru Polski znajdowała się w monarchii Habsburgów). Dwudziestodwuletni Aleksander Zamoyski złożył przysięgę ordynacką 12 marca 1792 roku.
W wyniku współpracy ordynata oraz ceramika Franciszka Mezera na terenie Ordynacji Zamojskiej, w Tomaszowie Lubelskim, w 1794 roku założona została manufaktura fajansu i porcelany.
W roku 1796 poślubił Mariannę z Granowskich, rozwiedzioną z Adamem Chreptowiczem. Rok po ślubie, Aleksander i Maria przenieśli się do otoczonego lasami dworu w Zwierzyńcu. Małżeństwo nie doczekało się dzieci.
W 1799 roku XI ordynat na Zamościu kupił od Franciszka Bielińskiego dobra kozłowieckie w tym zespół pałacowo-parkowy.
Aleksander zmarł nagle 6 grudnia 1800 roku, podczas zabiegu chirurgicznego. Lekarz, który przecinał wrzodziankę na karku ordynata, uszkodził tętnicę i pacjent wykrwawił się. Jak wszyscy ordynaci, pochowany został w kolegiacie zamojskiej.
Po śmierci Aleksandra Ordynację Zamojską objął jego młodszy brat, Stanisław Kostka. Kozłówka przypadła jego siostrze Annie Sapieżynie, a wdowa – Maria z Granowskich, otrzymała prawo do dożywocia na całych dobrach kozłowieckich.